# メッサー・ストリート・グラウンズ
メッサー・ストリート・グラウンズ（Messer Street Grounds）は、アメリカのロードアイランド州プロビデンスにかつて存在した野球場。19世紀にナショナルリーグに加盟していたプロビデンス・グレイズが、1878年から1885年まで使用した。

## 歴史
プロビデンス・グレイズが1878年に創設された際、その本拠地として建設された球場である。外野は左翼が86m、右翼が131mという極端な形状で、またホームプレートの後ろにバックネットを配した初めての球場であるとされている。当時の新聞記事によれば、球場はワードローブ付きのクラブハウスや記者席を備え、客席はキャンバスで覆われていた。また内野の土の部分はローラーで常にならされていたという。
グレイズは1879年と1884年の二度ナショナルリーグで優勝し、毎年のようにナショナルリーグの優勝を争うチームだったが、1885年に優勝争いから脱落すると経営が破綻、翌1886年にはマイナーリーグの球団の本拠地となったが、客足は遠のいたままであった。1887年2月に球場は解体され、土地は住宅地として売却された。

## 球場規模
左翼 - 281 ft(86 m)
左中間最深部 - 403 ft (123 m)
左中間 - 356 ft (109 m)
センター - 318 ft (97 m)
右中間 - 356 ft (109 m)
右翼  - 431 ft (131 m)
フェンスの高さ 12 ft (3.7 m)

## 主要な出来事
- 1878年5月1日：開場
- 1879年6月21日：ウィリアム・エドワード・ホワイトが出場。アフリカ系アメリカ人最初のメジャーリーガーではないかと言われている。
- 1880年6月17日：プロビデンスのジョン・ウォードが完全試合を達成。
- 1884年：シーズン前に小規模な改装が行われた。
- 1885年9月9日：ナショナルリーグ最後の試合
- 1887年2月：解体